# Live streaming
Live streaming refere-se à transmissão contínua em tempo real de uma gravação. Muitas vezes é chamado simplesmente de live ou streaming, ambos os termos podem ser ambíguos. Live pode causar confusão por significar "ao vivo" em inglês, enquanto streaming abrange qualquer tipo de mídia transmitida e reproduzida simultaneamente, sem a necessidade de carregar o arquivo completo. Apesar de serviços como Netflix, vlogs e vídeos do YouTube também utilizarem streaming, eles não são exemplos de live streaming.
Os serviços de live streaming cobrem uma ampla gama de conteúdos, incluindo redes sociais, videogames e esportes profissionais. Plataformas como Facebook Live, Periscope, Twitch e Kick permitem a transmissão de shows e eventos de celebridades, bem como transmissões entre os próprios usuários, como em videochamadas. Sites como Twitch tornaram-se populares para assistir pessoas jogando videogames e transmissões de eventos, como em transmissões de eSports. A cobertura ao vivo de eventos esportivos é uma aplicação comum. Famosos streamers incluem "Alanzoka", "Loud_Coringa", "Wuant", "Paulinho o Loko", entre outros.
A interação dos usuários via salas de chat é um componente importante do live streaming. As plataformas geralmente permitem que os espectadores conversem com quem está transmitindo ou participem de conversas em grupo. Um exemplo de interação do espectador é o experimento social Twitch Plays Pokémon, onde os espectadores colaboram para completar jogos de Pokémon, digitando comandos que correspondem aos controles do jogo na sala de conversa da transmissão.

## Mídia sociais
No campo das redes sociais, o termo "mídia ao vivo" (ou "mídia em direto") se refere a novas mídias que utilizam tecnologias de streaming para criar redes de multimídia ao vivo compartilhadas entre pessoas, empresas e organizações. O especialista em marketing de mídia social, Bryan Kramer, descreve o live streaming como uma ferramenta de marketing e comunicação acessível, que ajuda as marcas a alcançarem seu público online. Os usuários podem seguir os vídeos ao vivo compartilhados por seus amigos, bem como conteúdos ou itens específicos. A mídia ao vivo pode ser compartilhada por meio de qualquer site ou aplicativo na Internet; assim, ao navegar por um site específico, as pessoas podem encontrar transmissões ao vivo relevantes para elas.
A mídia ao vivo pode incluir a cobertura de diversos eventos, como shows ou notícias transmitidas ao vivo, visualizadas em navegadores web ou aplicativos como o Snapchat. James Harden e Trolli promoveram um jogo da NBA All-Star pelo Snapchat. Muitas das performances artísticas de LaBeouf, Rönkkö & Turner foram transmitidas ao vivo, como a transmissão de Shia LaBeouf assistindo a todos os seus filmes em um cinema.
Além disso, o comércio por live streaming permite que vendedores exibam produtos por meio de streamers, imitando táticas de vendas presenciais para incentivar compras. Merritt e Zhao mencionam que o 'varejo baseado em live streaming' na China tem contribuído para o crescimento econômico do país, projetando que cerca de 98 bilhões de libras foram gerados pelo e-commerce via live streaming na China. Um relatório da McKinsey também demonstra que o comércio por live streaming está em expansão na China, com vendas estimadas em 423 bilhões de dólares até 2022, e a indústria de live streaming nos Estados Unidos também foi projetada para alcançar 25 bilhões de dólares até 2023.

#### Facebook Watch
O Facebook lançou um serviço de streaming de vídeo, o Facebook Watch, para um grupo seleto de usuários em agosto de 2017, e para o público em geral em janeiro de 2018. O Facebook Watch é um serviço de vídeo sob demanda que permite aos usuários compartilhar conteúdo ao vivo. Ele permite que as pessoas enviem vídeos sobre uma ampla variedade de tópicos, incluindo comédias originais, dramas e programas de notícias. O Facebook Live permite que os usuários do Facebook incluam suas próprias "reações" enquanto alguém está transmitindo. Um dos motivos pelo qual o Facebook Watch é tão bem-sucedido é que o conteúdo é recomendado aos usuários com base em algoritmos que determinam o que eles provavelmente gostariam de assistir.

#### YouTube Live
O YouTube foi comprado pelo Google em 2006, e a dupla anunciou posteriormente seu aplicativo de live streaming. Assim como o Periscope, os usuários podem comentar durante a transmissão. Diferente do Periscope, as transmissões ao vivo no YouTube podem ser salvas e acessadas por qualquer usuário através do aplicativo. Manuel Bronstein, chefe de produto para consumidores do YouTube, afirmou que o live streaming oferece aos criadores a oportunidade de "criar uma conexão mais íntima com seus fãs."

#### Twitch
A Twitch é uma plataforma de streaming ao vivo, lançada em 2011, focada principalmente em transmissões de jogos e eSports. Adquirida pela Amazon em 2014, a Twitch se tornou a principal plataforma para gamers, oferecendo a possibilidade de transmissão ao vivo, interação em tempo real via chat, e a visualização de conteúdo sob demanda. Além de jogos, a Twitch também expandiu para incluir música, arte e transmissões "in real life" (IRL). A Twitch continua a ser líder no mercado de streaming, atraindo milhões de espectadores e streamers ao redor do mundo.

#### Kick
O Kick (também conhecido como Kick.com) é um serviço de streaming de vídeo ao vivo apoiado pelo site de apostas online Stake.com. Lançado em 2022 como uma alternativa a Twitch, de propriedade da Amazon, o Kick surgiu após o Twitch impor restrições ao Stake.com e outros sites de apostas. O Kick oferece uma divisão de receita de 95% para os streamers e 5% para a plataforma.
Embora o Kick não esteja oficialmente ligado aos cofundadores do Stake.com, registros mostram que eles são os principais acionistas da empresa que possui o site de streaming. Streamers notáveis como Hikaru Nakamura e "Nickmercs", anteriormente populares no Twitch, aderiram ao Kick, contribuindo para a média de 235.000 transmissões ao vivo por dia em junho de 2023.

#### IRL
O streaming IRL — sigla para “In Real Life” — é um estilo de transmissão ao vivo que permite aos streamers compartilharem atividades do dia a dia. A ideia é exatamente mostrar as rotinas de forma natural e espontânea, tudo em tempo real para criar essa conexão com a audiência. 
Enquanto esse formato fez muito sucesso pré-gravado, os chamados vlogs — muito populares no YouTube — agora o objetivo é fazer ao vivo. Esqueça qualquer tipo de edição; a transmissão mostra tudo o que acontece na vida do streamer: desde a sua rotina até mesmo um evento específico. 
Ou seja, em vez de mostrar apenas os seus jogos, no caso de um gamer, ou o conteúdo principal de qualquer produtor de conteúdo, o streaming IRL propõe uma visão mais ampla, mostrando viagens, passeios, interações sociais, hobbies e até mesmo tarefas em casa. 
Um dos motivos para esse tipo de conteúdo fazer tanto sucesso é a sua natureza genuína e a capacidade de envolver os espectadores de maneira única. Eles são atraídos pela autenticidade e pela oportunidade de se conectarem com a vida real dos seus streamers favoritos.

#### Bigo Live
O Bigo Live é um aplicativo de streaming de vídeo ao vivo para dispositivos móveis, baseado em Singapura, com todas as operações gerenciadas por uma equipe na China, em Pequim. No Bigo, os usuários podem transmitir ao vivo via vídeo e conversar com o público em tempo real. Os usuários também podem assistir a vídeos ao vivo de outros transmissores. Os chats de vídeo podem ser chamadas de vídeo individuais ou em grupo, com até 9 usuários.

### Descontinuados

#### Periscope
O Periscope foi um aplicativo de streaming ao vivo lançado pelo Twitter em 2015. Ele permitia aos usuários transmitirem vídeos em tempo real diretamente de seus dispositivos móveis, com interação através de comentários e curtidas durante as transmissões. A simplicidade e integração com o Twitter fizeram do Periscope uma ferramenta popular para cobrir eventos ao vivo e compartilhar momentos instantaneamente. No entanto, com o crescimento de alternativas e a integração do streaming ao vivo em outras plataformas, o Periscope foi descontinuado em abril de 2021.

#### Mixer
A Microsoft entrou no cenário de streaming ao vivo ao adquirir a Beam, uma empresa com sede em Seattle, em agosto de 2016. Cerca de um ano após a aquisição, o serviço foi renomeado para Mixer em maio de 2017. A plataforma foi a primeira a trazer várias inovações para o streaming ao vivo, como jogabilidade interativa, onde os espectadores podiam influenciar o jogo, e co-streaming, onde os espectadores podiam assistir a várias perspectivas de companheiros de equipe no mesmo jogo. Assim como no Twitch, os espectadores do Mixer podiam pagar para se inscrever nos canais dos streamers mensalmente. Eles também podiam comprar "Embers", a moeda virtual usada no site, e doá-la aos streamers. Enquanto o Twitch permaneceu como a maior empresa do setor, o Mixer tentou aumentar sua relevância assinando contratos exclusivos com grandes streamers. Essas aquisições incluíam Tyler "Ninja" Blevins em agosto de 2019, Michael "Shroud" Grzesiek em outubro de 2019, e Cory "King Gothalion" Michael também em outubro de 2019. O Mixer anunciou que encerraria seus serviços de streaming em 22 de julho de 2020. No anúncio, a empresa-mãe do Mixer, a Microsoft, anunciou uma parceria com o Facebook Gaming, direcionando os usuários para a nova plataforma.

#### Youtube gaming
O YouTube Gaming foi uma plataforma dedicada ao streaming de jogos, lançada em 2015 para competir com o Twitch. Ela oferecia uma interface específica para gamers e conteúdo relacionado a jogos, mas não conseguiu atrair uma base de usuários significativa. Em 2019, foi descontinuada e suas funcionalidades foram integradas ao YouTube Live.
Omegle
O Omegle foi um site de bate-papo ao vivo anônimo, lançado em 2009, que conectava usuários aleatoriamente para conversas em texto ou vídeo, sem a necessidade de cadastro. Tornou-se popular entre jovens por facilitar interações espontâneas, mas enfrentou críticas devido à falta de moderação e exposição a conteúdos impróprios. O site foi descontinuado em 2023.